# Долгий Мост (Новгородская область)
Долгий Мост — деревня в Крестецком районе Новгородской области, входит в состав Крестецкого городского поселения.

## География
Деревня Долгий мост расположена на федеральной автодороге «Россия» М10, в 3,5 км к северо-западу от посёлка Крестцы.

## Население
| 2010 |
| ---- |
| 11   |

В 1908 году в деревне Долгий Мост проживало 252 человека.

## История
В 1776—1796, 1802—1922 деревня Долгий Бор — в образованном Крестецком уезде, а в 1796—1802, 1922—1927 — в Валдайском уезде Новгородской губернии.
С начала XIX века до 1922 — в Крестецкой волости Крестецкого уезда.
В 1908 в деревне Долгий Бор было 55 дворов и 52 дома, церковно-приходская школа.
В 1965 был образован совхоз «Крестецкий», в который вошла деревня Долгий Мост.